# Ecomuseo della Valle dei Laghi
L'Ecomuseo della Valle dei Laghi  è un Ecomuseo della Provincia autonoma di Trento, diffuso sul territorio dei comuni della Valle dei Laghi: Vallelaghi, Madruzzo e Cavedine.

## Storia
Il territorio dell'ecomuseo è valorizzato fin dal 2001 dall'associazione di promozione sociale "Ecomuseo della Valle Dei Laghi", riconosciuta come ottavo ecomuseo dalla Provincia autonoma di Trento nel 2015. Esso si occupa di "tutelare, documentare e valorizzare il patrimonio culturale, storico e ambientale di questo territorio, con il supporto delle amministrazioni, delle associazioni e delle comunità locali".
L'Ecomuseo della Valle dei Laghi rappresenta una connessione tra diversi ambiti e temi del territorio, trovando nell'acqua un elemento unificante. Si tratta di un tessuto che lega aree naturalistiche, culturali, storiche, artistiche e tradizionali, ponendo l'attenzione sulla tutela, valorizzazione e trasmissione del patrimonio locale.
La missione dell'Ecomuseo è quella di favorire la crescita culturale della comunità, preservando e tramandando conoscenze e tradizioni che costituiscono un mosaico di segni e interventi ereditati dal passato e attualmente parte integrante della realtà in evoluzione. Le pratiche di vita e di lavoro, le produzioni tipiche locali che hanno plasmato il paesaggio nel corso del tempo, così come le iniziative di sviluppo sostenibile e i progetti di ricerca, sono centrali nel suo operato.

## Patrimonio
Il territorio dell'ecomuseo è valorizzato in base a quattro filoni tematici: natura, storia e agricoltura, tradizioni, nell'ambito di questi filoni sono organizzate attività didattiche, turistiche e di divulgazione e sono gestiti degli immobili e delle strutture, in convenzione con i comuni.
Storia ed etnografia:
- Percorso archeologico di Cavedine
- Sentiero geologico Antonio Stoppani
- Opifici storici della Valle dei Laghi
- Archivio della Memoria della Valle dei Laghi: sito web che si propone di raccogliere, catalogare, digitalizzare e divulgare una vasta gamma di risorse storiche e culturali riguardanti la Valle dei Laghi. Questo include immagini, oggetti, documenti, audiovisivi e pubblicazioni. Gli utenti sono incoraggiati a esplorare e contribuire a questi archivi per arricchire la conoscenza della storia e della cultura della Valle dei Laghi.

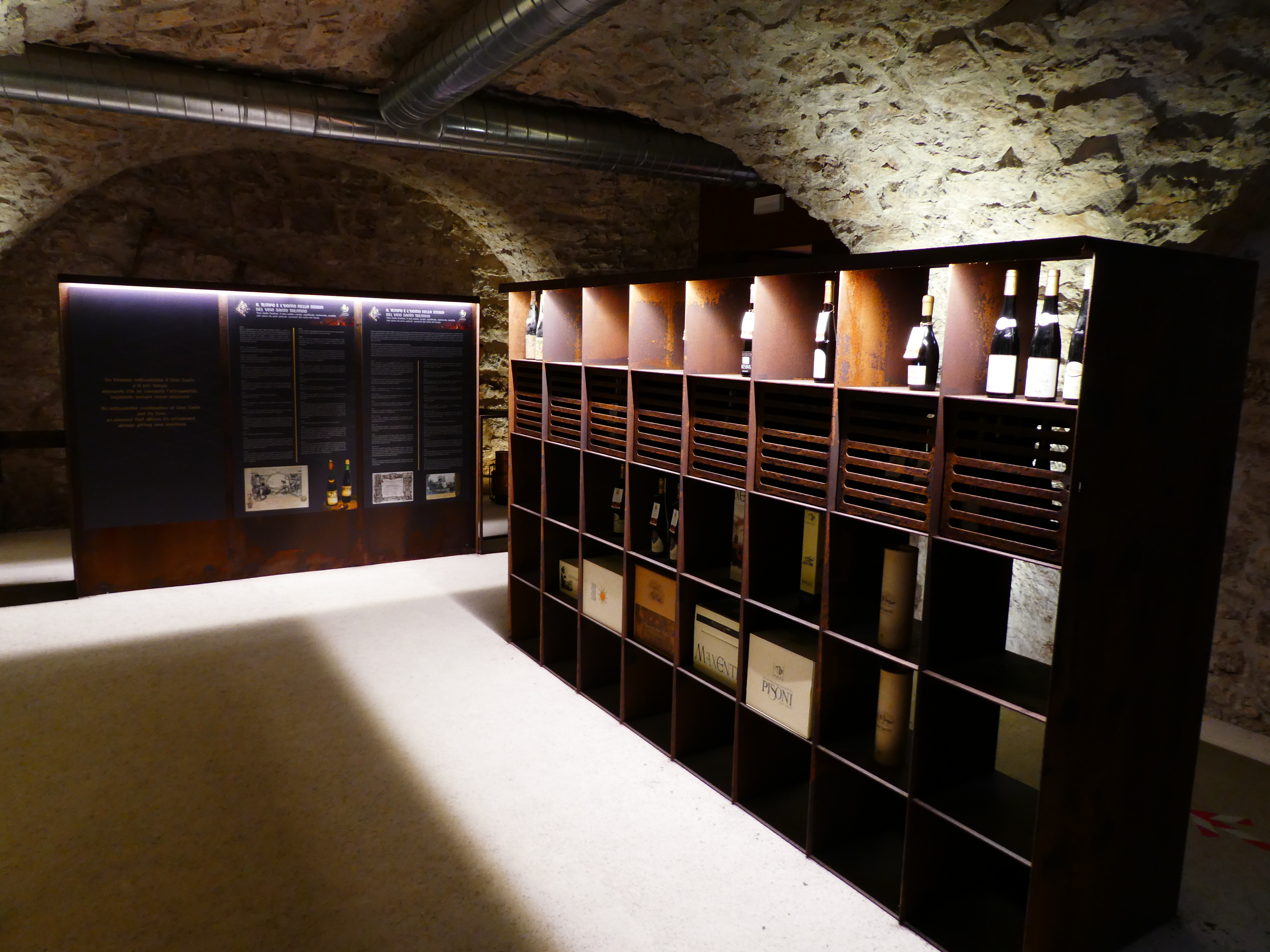
La Casa Caveau del Vino Santo

- La Casa Caveau del Vino SantoCasa Caveau del Vino Santo: uno spazio espositivo dedicato alla storia e al racconto della produzione del Vino Santo Trentino attraverso esperienze multimediali e sensoriali ed eventi. Lo spazio è ricavato nelle cantine dell'ex fruttaio della famiglia Rigotti, che ospitava un grande appassitoio per l'uva da essiccare e poi spremere per ottenere questo vino passito. L'appassitoio Rigotti fu costruito a Padergnone intorno al 1800, ed era il più grande della zona, a cui conferivano anche tutti gli abitanti del circondario. È rimasto in funzione fino al 1980, termine di cessazione dell’attività da parte della famiglia Rigotti. Oggi la parte superiore della costruzione non esiste più; restano gli avvolti che, attraverso un recupero conservativo, ospitano uno spazio per le iniziative organizzate dai partner Ecomuseo Valle dei Laghi, Associazione Vignaioli del Vino Santo Trentino, Cantina Toblino e Comune di Vallelaghi.[1]
- Museo de la Dona de Sti Ani
- Mostra turbine e alambicchi di Santa Massenza

Architettura fortificata
- Castello di Terlago
- Castel Toblino
- Castel Madruzzo

Chiese della comunità della Valle dei Laghi
Natura e biodiversità:
- Lago di Terlago
- Lago di Lamar
- Lago Santo
- Lago di Santa Massenza
- Lago di Toblino
- Lago di Cavedine
- Lago di Lagolo
- Roggia di Calavino
- Fiume Sarca
- Forra del Limarò

Agricoltura:
- Coltivi della Nosiola
- Olivi